# Carrsville
Carrsville – miasto w Stanach Zjednoczonych, w stanie Kentucky, w hrabstwie Livingston.